# Kanton Le Château-d'Oléron
Le Château-d'Oléron is een voormalig kanton van het Franse departement Charente-Maritime. Het kanton maakte deel uit van het arrondissement Rochefort. Het werd opgeheven bij decreet van 27 februari 2014, met uitwerking op 22 maart 2015. Alle gemeenten werden opgenomen in het nieuwe kanton Île d'Oléron.
Het kanton besloeg ongeveer de helft van het Île d'Oléron, het aangrenzende kanton Saint-Pierre-d'Oléron besloeg de rest van het eiland.

## Gemeenten
Het kanton Le Château-d'Oléron omvatte de volgende gemeenten:
- Le Château-d'Oléron (hoofdplaats)
- Dolus-d'Oléron
- Le Grand-Village-Plage
- Saint-Trojan-les-Bains